# 丸山鉄雄
丸山 鉄雄（まるやま てつお、1910年（明治43年）4月1日 - 1988年（昭和63年）12月26日）は日本の芸能プロデューサー・音楽評論家。東京府出身。

## 人物
ジャーナリスト・丸山幹治の長男であり、戦後を代表する政治思想家の丸山真男、評論家の丸山邦男は弟に当たる。
成城高等学校 (旧制)を経て1934年に京都帝国大学を卒業し、NHKに入局。主に芸能関係を担当していたが、戦後には三木鶏郎らの痛快な社会風刺で絶大な人気を集めた「日曜娯楽版」のプロデューサーとして活躍した。また、現在も続く長寿番組『NHKのど自慢』も企画した。
その後NHKを退職し日本コロムビア取締役、コロムビア音楽芸能社長などを歴任。1973年に「激動の昭和」の企画制作により第15回日本レコード大賞特別賞を受賞した。